# Álvaro Robles
Álvaro Robles né le 29 avril 1991 à Huelva est un pongiste espagnol ayant joué pour le club TTF Liebherr Ochsenhausen.

## Biographie
En 2019, Il a remporté une médaille d'argent en double messieurs aux championnats du monde de tennis de table 2019 avec Ovidiu Ionescu.